# ジェマ・ダレンダー
ジェマ・ダレンダー（Jemma Dallender、1988年6月4日 - ）は、イギリス出身の女優である。

## 人物
本格的なデビューはドラマ "Hollyoaks "のケイティ役で、その後初主演映画『アイ・スピット・オン・ユア・グレイヴ2』では同名のケイティ・カーター役を撮影期間中ほぼ全裸で過ごすなど熱演した。以来女優として活躍している。

## 出演作品

### 映画
- アイ・スピット・オン・ユア・グレイヴ2（ケイティ・カーター）